# MSL Industries
MSL Industries Inc. war ein amerikanischer Konzern in der Metall- und Stahlindustrie. Es entstand 1960 aus der Bahngesellschaft Minneapolis and St. Louis Railway hervor und ging 1987 in der Cyclops Industries auf.

## Geschichte
Die wirtschaftliche Situation der Bahngesellschaft Minneapolis and St. Louis Railway gestaltete sich in den 1950er Jahren immer schwieriger, so dass sich die Unternehmensleitung um Max Swiren 1960 zum Verkauf des Anlagevermögens an die Chicago and North Western Railway entschied. Swiren war früherer Partner der Anwaltskanzlei des Präsidenten der C&NW Ben W. Heineman. In der Folge benannte sich die Bahngesellschaft in MSL Industries um, verlegte den Unternehmenssitz von Minneapolis nach Chicago und begann mit dem Verkaufserlös von sechs Millionen Dollar und einem Steuerkredit von 26 Millionen Dollar in neue Geschäftsfelder zu investieren.
Bis 1966 hatte das Unternehmen 15 Unternehmen in der Metall- und Plastikindustrie erworben, unter anderem den Schraubenhersteller Universal Screw Company, den Schraubenimporteur Heads & Threads, den Hersteller von Kleinmotoren und Lüfter (u. a. für Kopiergeräte) Howard Industries und den Rohrhersteller Miami Industries in Piqua (Ohio).
Ende der 1960er Jahre wurde der Verkauf des Unternehmens an einen anderen Konzern erwogen. Auch der beabsichtigte Verkauf der Bereiche Rohrherstellung, MSL Tubing and Steel Company und des Geschäftsbereiches Grundbesitzverwaltung, MSL Realty, an die Kaiser Steel Corporation wurden 1975 von den Kartellbehörden endgültig untersagt. 1974 wurde das Unternehmen mehrheitlich von der Alleghany Corporation übernommen. 
Das Unternehmen übernahm in der Folgezeit Allied Structural Steel und die Bibb Steel and Supply Company. Die Rezession in der Stahlindustrie Anfang der 1980er Jahre traf auch dieses Unternehmen. So wurden u. a. die Beschäftigten von 3000 auf 1800 reduziert und nur noch maximal 40 % der Produktionskapazität genutzt. 1984 beabsichtigte Alleghany, das Unternehmen gemeinsam mit seinem Finanzdienstleister IDS an American Express zu verkaufen. Letztendlich wurde dann nur IDS von Amex erworben. Im Rahmen der Unternehmensentwicklung wurden weiterhin verschiedene Unternehmen der Stahlindustrie erworben bzw. Unternehmensteile abgestoßen.
1987 fusionierte die Stahlproduktion der MSL Industries mit der von Alleghany erworbenen Stahlherstellung der Cyclops Corporation zu Cyclops Industries. Diese Unternehmen wurde dann anschließend an die Börse gebracht. 1992 übernahm das amerikanische Stahlunternehmen Armco Cyclops Industries.

## Präsident
- 1960–1962: Max Swiren (auch Chairman of the Board)
- 1963–1970: Joseph T. Zoline (auch Chairman of the Board)
- 1970–1972: Samuel E. Jackson Jr.[5]
- 1972–???: Wallace M. Scott Jr
- 1981–1987: David C. Stuebe (auch CEO)